# Български беломорски флот
Българският беломорски флот се състои от военноморските сили и средства, и бреговата охрана, разположени по крайбрежието на Бяло море по времето, когато Беломорска Тракия и източна Беломорска Македония влизат в държавните граници на България. Той охранява около 400 км брегова линия на българското Беломорие.

## Балкански войни
На 27 октомври 1912 българските войски и четите на ВМРО освобождават Кавала, на 6 ноември – Дедеагач, към 7-и Порто Лагос и целия беломорския бряг. На 12 ноември 1912 г. e създадено Българско морско комендантство в Беломорието, обхванало и овладените земи по Мраморно море.

### Структура
- Военноморска пристанищна служба Дедеагач с миноносен катер „Беломорец“ и моряшка команда, командир на пристанището е лейтенант от флота Никола Фурнаджиев 

- Военноморска пристанищна служба Карачели с моторната миноноска „Марица“, (към 14 март 1913 г. прехвърлена на Мрамарно море в Шаркьой) и мобилизирани плавателни средства – лодки, мауни и малки ветроходи от близките селища и моряшка команда, командир на порта лейтенант от флота Цани Тодоров

- Военноморска пристанищна служба Кавала с няколно лодки трофеен платноход Св. Никола и моряшката команда, командир на пристанището е лейтенант от флота Ангел Димитров

- Военноморска пристанищна служба Порто Лагос

- Военноморска пристанищна служба Родосто

- Сборна моряшка команда (фактически Морска пехота) – някоркостотин матроси и офицери, главно на Одринската позиция (с пряк командир лейтенант от флота Борис Стателов) и наблюдателните постове и пристанищата по крайбрежията на Бяло и Мрамарно море.

- Семафорно-наблюдателни постове по Беломорското крайбрежие и на Мраморно море.

- Лодъчна команда на река Марица – 20 моряци с две моторни лодки

- Катерни команди на Мраморно море, командвани от капитан-лейтенант Евстати Винаров, с бази в Шаркьой и Родосто, 22 подофицери и матроси, моторната миноноска „Марица“, няколко други съда и 11 обозни коли

- Транспортно-снабдителни и обслужващи съдове – параходите „Борис“ (с назначени допълнително на борда шест военни моряци под командването на мичман II ранг Велизар Пеев) и „Варна“, мобилизирани, отнети и наети чуждестранни съдове с най-различен тонаж

- Брегови батареи в Кавала

- Брегова артилерийска позиция Дедеагач – четири тежки оръдия

- Миннозаградителни групи на Бяло и Мраморно море (под командването на лейтенант Борис Стателов) от състава на разположените там моряшки команди

### Боен път
Към 2 ноември 1912 г. в Свиленград (тогава с. Мустафа паша) пристига сборна команда от 166 моряци (строевата рота, подривната и автомобилната команда на Дунавската флотилия). Първият български военен съд, действащ в Бяло море, е катерът „Беломорец“, поставил минни заграждения пред Дедеагач на 16 и 26 юни 1913 година. Там действа и моторната миноноска „Марица“, разположена в най-източното българско пристанище на Бяло море – Карачели при о-в Сарос, впоследнствие прехвърлена в Мрамарно море. Морските офицери от флотската команда, под командването на Четвърта армия, устройват семафорно-наблюдателни постове по Беломорското крайбрежие и Мрамарно море. Моряците се включват в обслужването на самолетите на Българската армия, изграждането на летището при Свиленград, изготвят първите бомби на нашата авиация, пренасят боеприпаси, обучават войниците в боравене с ръчни бомби. Тяхна команда взривява водопровода на Одринската крепост и извършва минноподривни операции в района на Одринската позиция. На 12/13 март 1913 г. 89 моряци от подривната команда, водени от лейтенант Борис Стателов, са едни от първите атакували турските позиции в източния сектор на крепостта. С цената на трима убити – Стоян Костов, Илия Марчев и Кольо Ангелов, те проправят път на пехотата през телените заграждения. Победния щурм на Одринската крепост е подпомагат от флотските прожектори, които българското военно командване находчиво използва за заслепяване на турските артилеристи.
На 17, 18 и 19 декември 1912 г. под ръководството на лейтенант Стателов са поставени минни банки от общо 60 мини по брега на Мраморно море срещу Чанта дере. На 22 декември са поставени 22 мини на 3 мили пред Родосто, а на 14 януари – 14 мини пред Шаркьой. Моряците организират наблюдателни постове от Буюк чекмедже до Ганос, и превоза по море на припаси и снаряжение между Селиврия и Родосто. На 21 януари 1913 г. матрос Тодор Иванов Бързански от поста Бабабурун Силистра залавя двама гърци, сигнализиращи с фенери на гръцки кораби. На 26 януари 1913 г. боцман Минко Даскалов от поста при Шаркьой навреме предупреждава командира на битолската опълченска дружина, че предстои десант на турски войски. Моряците от поста, водени от боцмана Даскалов, заедно с опълченците, оказват решителен отпор на турците за ликвидирането на морския десант при Шаркьой.
Една лодъчна команда с 20 моряци обслужва две моторни лодки на река Марица. Край бреговете на Мраморно море действат катерните команди на капитан-лейтенант Евстати Винаров с бази в Шаркьой и Родосто. Ръководената от Винаров моряшка команда включва лейтенант Борис Стателов, кондуктора Докузанов и корабниците Бугоров и Биков, 22 подофицери и матроси, моторната миноноска „Марица“ с няколко други съда и 11 обозни коли. Към 14 март 1913 г. от Бяло море е прехвърлена миноноската „Марица“, съоръжена е с две 380 мм торпеда и е преустроена в торпедоносец, насочен към Шаркьой под командването на лейтенант Стателов и торпедист кондуктора Докузанов, с три гребни лодки с по трима гребци и един старши подофицер за кормчия, изпълняващи ролята на прикриващ отряд. Те подготвят торпедно нападение срещу броненосеца „Торгут Реис“, водещ обстрел по българските позиции на IV армия. Атаката е предвидено да командва лично Винаров от борда на „Марица“, но прекратяването на огъня на 1 април 1913 г. с подписаното примирие спасява броненосеца от съдбата на неговия събрат Хамидие.
В Дедеагач, Карачели, Кавала, Порто Лагос и Родосто се устройват военноморски пристанищни служби. Порт Дедеагач се командва от лейтенанта от флота Никола Фурнаджиев. Там са съоръжени големи български военни складове. С параходите „Борис“ и „Варна“, и с наети чуждестранни съдове, доставките по море за I и II армия са надеждно организирани. На „Борис“ с капитан Васил Филев са назначени допълнително шест военни моряци, под командването на мичман II ранг Велизар Пеев. Доставките, въпреки огъня на турските батареи, достигат редовно до Сароския залив в пристанище Карачели.
Командир на пристанище Карачели е лейтенант Цани Тодоров. Под негово командване от моряците и една рота на 7-а пионерна дружина е възстановен разрушеният дървен пристан. С мобилизирането на всички годни плавателни средства – лодки, мауни и малки ветроходи от близките селища, е организирано разтоварването на по-големите параходи, стоящи на рейд пред Карачели. От пионерната дружина е изграден и втори дървен пристан, увеличил капацитета на пристанището за посрещане нуждите на IV армия. Военна моторна лодка пренася бързи и леки товари от Карачели до устието на река Кавак, откъдето те се препращат по суша до щаба на VII рилска дивизия.
През Карачели на войската са доставени 2 хиляди тона хранителни продукти и фураж. Карачели е главното пристанище, през което се снабдява Булаирската позиция. За около месец от Карачели и Дедеагач в Кавала са превозени 51 500 войници и офицери, близо 5000 животни, 377 тона други товари, 20 мини и 16 оръдия. За защитата на Кавала са разгърнати няколко батареи, а в Дедеагач на брегова позиция са изнесени четири тежки оръдия. Българските моряци миньори поставят минни заграждения пред беломорските пристанища.
Към средата на юли 1913 г., по заповед на главното командване, заедно с отстъпващите от бреговете на Егейско море български армейски части, временно се оттегля и моряшката команда от Дедеагач.

Пристанищната служба в Кавала е командвана от лейтенант Ангел Димитров. На 26 април 1913 г. моряшкият пост в Кавала догонва с лодки и задържа на 10 км в открито море гръцкия ветроход „Св. Никола“ и след като на него са открити подозрителни хора и уличаващи документи, плавателният съд е пленен и отнет в полза на българския военен флот, където е използван до Междусъюзническата война. Тогава пред заплахата да бъде завладян от гърците, на 25 юни 1913 г. моряците го изгарят в пристанището на Кавала и се изтеглят от града.[необходимо е уточнение]

## Първа световна война
Българският Беломорски флот е официално създаден като самостоятелна флотска структура със заповед на цар Фердинанд от 1 януари 1915 г., с която е образувана Беломорската част на българския флот. Тя се състои от „Портово капитанство – Порто лаго“ и „Портово Капитанство – Дедеагач“, със съответния състав. Българският флот придобива през 1916 г. първата си подводница – 148-тонната „Подводник 18“, разположена във Варна. Първият постоянно действащ в Беломорието военен съд е специално закупената през същата година и построена в Холандия моторна лодка „Искра“ с водоизместимост 12 тона, изпратена в Дедеагач.

### Структура
Беломорската част на българския флот:

- Портово Капитанство Дедеагач със съответния щатен състав, моторна лодка „Искра“ и няколко лодки

- Портово капитанство Порто лаго със съответния щатен състав и няколко лодки

- Семафорно-наблюдателни постове по Беломорското крайбрежие

- Миннозаградителни групи към портовите капитанства

- Неголеми сили Брегова артилерия в състава на Беломорската артилерия – Военновременно формирование под названието
„Крепостно-обсадна артилерия" (1913—-1918). От 20 октомври 1917 г.
влиза в Щаба на Беломорската отбрана и функционира като Щаб на началника
на артилерията в отбраната. Разформирована на 1 октомври 1918 г.

### Боен път
През Първата световна война е поставено заграждение от 52 мини пред Дедеагач. При последвалата бомбардировка от английски, френски и руски кораби това съоръжение спасява града от пълно разрушаване, тъй като е незащитен със силна брегова артилерия.
На 6 февруари 1917 г. моряци от семафорния пост „Лефтера“ на Беломорската част свалят неприятелски водосамолет. На 4 май 1917 г. на българско минно заграждение в Егейско море се натъква мобилизираният английски траулер „Лорд Солзбъри“, който потъва.
След Солунското примирие освен Беломорската област, във френска администрация попада и цялата флотска инфраструктура. Въпреки клаузата в Ньойския договор на България да бъде предадено териториалното владение на пристанище Дедеагач, както и предвоенните планове за изграждане на крупен флотски център при Порто лаго, тези условия остават само на хартия.
След Първата световна война един от малкото закупени в периода между войните военни кораби е взет на въоръжение с името „Беломорец“, както се е казвал първият български военен съд, действал в Бяло море. Той е преследвач на подводници, произведен във Франция. Датата на министерската заповед за покупката е 21 ноември – деня на победоносната атака на отряда български торпедоносци през 1912 г. над турския крайцер Хамидие.

## Втора световна война
Първа българска армия навлиза в Беломорието на 19 и 20 април 1941 г. След заемането на Беломорската област се извършва подмяна на войските и мястото на Първа армия се заема от мирновременното формирование „Беломорски отряд“.
Само 9 дни по-късно, на 29 април 1941 г. по нареждане на цар Борис III от състава на Дунавската флотилия се създава флотски отряд за отбрана на българското беломорско крайбрежие, наречен „Беломорска отбрана“. Тя действа заедно с „Беломорския отряд“, армейската част от групировката по защита на Беломорската област. Отбранителната част е разположена по българското беломорско крайбрежие от Дедеагач до Кавала и Халкидическия полуостров, както и на островите Тасос и Самотраки. Там са разположени големи сили брегова артилерия.
През 1942 г., след като беломорският флотски състав е реорганизиран, „Беломорската флотилия“ е образувана като отделна част от другите армейски сили в Беломорския отряд. Командването и щабът на българския беломорски флот са разположени в Кавала. За командир на Беломорския флот е назначен капитан II ранг Димитър Дудев. 

### Бойни задачи
Флотът изпълнява три основни задачи: 1. Поставяне на отбранителни минни заграждения по Беломорското крайбрежие; 2. Борба с минната опасност в Бяло море; 3. Съпровождане на германските превози по море. Пред българския беломорски бряг е изградена защита от поставени 399 котвени мини. За отлично изпълнение на своите задачи до 9 септември 1944 г. 104 български 35 морски офицери, 69 подофицери и матроси от Беломорския, Черноморския и Дунавския флот, са наградени с германски ордени и медали.

### Структура
1. Беломорска флотилия – Кавала:
- Минен полудивизион – миночистачните катери „Марица“, „Места“, „Струма“ и „Вардар“. Сформиран е в края на 1943 г. Корабите са построени по проект на капитан I ранг Протасий Пампулов в Държавната корабостроителница в Кавала. Това е т.нар. проект 501, от който във Варна се строят още няколко плавателни съда и след войната. В Кавала, в корабостроителницата на Тодор Желябов, през 1942 г. са построени големите моторни платноходи „Вита“ и „Милка“, и 12-метровата моторница „Бобка“.[6] Моторната двумачтова шхуна „Веслец“ (първоначалната „Милка“) е 111 Брт. На 24 март 1944 г. този кораб, пилотиран от немски кораби при преминаването през минните заграждения, превозва от Варна до Истанбул 410 еврейски бежанци към Йерусалим, на 27 април успешно още 433 евреи,[7] от 1951 г. е учебен кораб във Военноморския ни флот,[8] служи до 1973 г. и оцелява до 1989 г., когато е унищожен от пожар. Военноморски съдове се строят и в корабостроителницата в Боровец (Лимен)[9] на о-в Тасос основана от български предприемачи, начело със Стоян Николов. За 3 години там са построени седем 160-тонни и един 30-тонен транспортен кораб, моторни и спасителни лодки, а още два кораба остават наполовина завършени.
- Пристанищна служба – Кавала: моторни ветроходи „Свобода“ и „Козлодуй“, плюс 9 моторни лодки
- Брегова артилерия Кавала – един артилерийски полк със 104 оръдия;
- Дружина „Морска пехота“ – Кавала;
- Гранично-наблюдателна служба – Кавала (от май 1941 г.), заедно с тази в Дедеагач, в състав от 30 наблюдателни гранични поста с 12 – 20 щата във всеки пост.
- Остров Тасос се отбранява от дружина, първоначално армейска, а от септември 1942 г. морската пехота е усилена с още една пехотна рота (от края на 1943 г. вместо пехотната рота са разположени картечна дружина, една батарея и един бронеизтребителен взвод).

2. Пристанищна служба – Дедеагач:
- 7 моторни лодки;
- Брегова артилерия Дедеагач – един артилерийски полк със 102 оръдия;
- Гранично-наблюдателна служба – Дедеагач (от май 1941 г.) в състав от 20 души.
- Остров Самотраки се отбранява първоначално от армейска, а от септември 1942 г. – от морска пехота – една рота (от края на 1943 г. – две роти), усилена с тежкокартечен взвод.

3. Охридска морска патрулна група – Охрид, сформирана на 19 май 1944 г.
с патрулни кораби: №1 (трофеен югостражеви катер „Страж“) и №2 1 (трофеен югостражеви катер „Граничар“), Моторна лодка „Мис-Х“ (Прехвърлена от Русе, зачислена към 2/11 граничен участък)
Щурмови понтон (трофеен югомоторен понтон, зачислен към 55-и пехотен полк).
В състава на Беломорския флот от 1941 до 1944 г. служат още и миночистачен кораб „Левски“, моторната лодка „Цар Симеон“, моторна лодка „Левски“, миночистачните кораби „Ана“, „Катерина“, „Ралица“ и моторните лодки „Лада“, „Нина“, „Елена“ и „Ида“ (повечето остават с имената преди мобилизацията). Според Тодор Парушев моторните ветроходи „Катерина“, „Ангел“, „Шабла“, подпомогнати от „България“ и германския кораб „Драхе“ участват в минирането на крайбрежието.
Към Беломорския флот от 1941 г. щатно има 2 свързочни взвода.
С изваждането на Беломорската флотилия от състава на Беломорския отряд, в нея се извършват организационни щатни изменения. Тя прераства в Беломорски флот. Според описа, по който с нареждане на дошлото на власт в България с държавния преврат от 9 септември 1944 г. комунистическо правителството, съдовете му са предадени на гръцките комунистически партизански формирования –
- 11 миночистача,
- 25 катера, моторни и гребни лодки
- и 1 понтон[14]

1. Миночистач „Вардар“

2. Миночистач „Марица“

3. Миночистач „Места“

4. Миночистач „Струма“

5. Миночистач „Левски“

6. Миночистач „Ана“

7. Миночистач „Катерина“ 

8. Миночистач „Ралица“

9. Миночистач /неназован/

10. Миночистачи (80t) – 2 броя

11. Миночистачи (20t) – 2 броя в строеж

12. Моторна лодка „Лада“

13. Моторна лодка „Катера“

14. Моторна лодка „Лебед“

15. Моторна лодка „Тритон“

16. Моторна лодка „Стрела“

17. Моторна лодка „Цар Симеон“

18. Моторна лодка „Буря“

19. Моторна лодка „Нина“ 

20. Моторна лодка „Левски“

21. Моторна лодка 13t /ненаименувана/ 

22. Моторна лодка 20t /ненаименувана/

23. Лодка 3t /ненаименувана/ 

24. Лодки 2t /ненаименувани/ – 2 броя

25. Водолазна лодка „Ида“

26. Гребни лодки – 10 броя

27. Понтон – 1 брой

## След 9 септември
След деветосептемврийския преврат през октомври 1944 г. Беломорският флот се изтегля от Кавала, Дедеагач, Порто Лагос и другите заемани пунктове. Бойците се изтеглят на о. Св. Кирил срещу Созопол, където военноморското училище е преустроено в главна южна база на българския флот (тя съществува до 2005 г.) На 15 декември 1944 г. част от състава е преместен в Бургас, за което капитан-лейтенант Игнат Гишин докладва: „Донасям, че от 15-и този месец, установих Щаба на Беломорския флот в Бургас, като формирах база Бургас със следните поделения: техническа служба, домакинство, пристанищно военно комендантство – Бургас, 26-и граничен участък, минна дружина, специална дружина, и лечебница в Созопол“. Щабът на базата първоначално е настанен в Бургас на ул. „Граф Игнатиев“№ 1 в реквизирана сграда. През месец декември 1945 г. е обявен мирновременният щат на Морската база – Бургас: миночистачната рота към минната флотилия е преобразувана в миночистачен дивизион, специалната дружина е трансформирана в две самостоятелни роти: специална рота с телефонен, телефоностроителен, радиотелефонен и прожекторен взвод; пристанищна рота с пристанищен и водолазен взвод. В Базата служат 24 офицери, 3 помощник-командири, 54 подофицери, 776 моряци.
През 1972 година базата се премества в Атия, Военноморска база Бургас.
Знамената на беломорските миночистачи заемат почетно място в изложбата на Военноморския музей във Варна. Също там, поставен в парка срещу легендарния торпедоносец „Дръзки“, е експониран и миночистачен катер „Проект 501“, почти идентичен с построените от български корабостроители в Кавала „Места“, „Струма“, „Вардар“ и „Марица“, носили морски бойни дежурства на Бяло море.